# الكاتب الشبح (فلم)
الكاتب الشبح هو فيلم للمخرج العالمي«رومان بولانسكي» عام 2010، إنتاج فرنسي – ألماني – إنجليزي مشترك، من نوع أفلام الاثارة السياسية. الفيلم مأخوذ من عمل أدبي للكاتب البريطاني «روبرت هاريس» وصدر عام 2007 في رواية تحت عنوان «الشبح». تحول الكتاب إلى سيناريو إشترك في كتابته «بولانسكى» و«هاريس»، واسندت البطولة للممثل الإسكوتلاندي العالمي «إيوان مكريغور» والممثل الأيرلندي العالمي «بيرس بروسنان». حقق الفيلم نجاح جماهيري وإعجاب من النقاد، كما حصل على جوائز كثيرة تتضمن جائزة أفضل مخرج لبولانسكى في «مهرجان برلين العالمى للسينيما» في نسخته رقم 60، و«جوائز الافلام الاوربية» في النسخة 23 لعام 2010.

## تعريف
الكاتب الشبح أو الكاتب الخفي (هو اصطلاح يطلق على كاتب ذو دراية باصول وقواعد الكتابة، يقوم بالكتابة بالنيابة عن شخص آخر لا يملك هذه الموهبة مثل الفنانين والسياسيين دون ظهور إسمه على الكتاب).

## أحداث الفيلم
تقوم دار نشر بتعيين الكاتب الشبح (الممثل «إيوان مكريغور» والذي لا يذكر له اسم في الفيلم) ليتمم كتابة السيرة الذاتية لرئيس الوزراء البريطانى السابق «آدم لانج»(الممثل«بيرس بروسنان») والذي يلجأ للكاتب الشبح لظروف وفاة مساعده وكاتبه السابق «مايك ماكارا» غرقا. يسافر الكاتب الشبح إلى جزيرة تابعة لولاية «ماساتشوستس» الأمريكية حيث يقيم رئيس الوزراء البريطانى السابق «آدم لانج» مع زوجته «روث» (الممثلة البريطانية «اوليفيا وليامز») ومساعدته الشخصية وعشيقته «أميليا بلاى» (الممثلة الكندية «كيم كاترال») وطاقم عمله.
تحذر «اميليا» الكاتب من أخذ مخطوطات الكاتب السابق «ماكارا» خارج البيت لدواعى الأمن. يتهم وزير الخارجية البريطانى السابق «ريتشارد ريكارت» (الممثل البريطانى «روبرت بوج») «آدم لانج» بالقبض غير القانونى على بعض المشتبه بهم في حوادث ارهاب وتسليمهم للتعذيب على يد وكالة المخابرات المركزية وهي جريمة حرب محتملة. يواجه «لانج» الملاحقة القضائية من قبل المحكمة الجنائية الدولية ما لم يبقى في الولايات المتحدة (أو إحدى الدول القليلة الأخرى التي لا تعترف باختصاص المحكمة). أثناء غياب «لانج» في واشنطن، يعثر الكاتب على مستندات وصور في ملف «ماكارا» ويكتشف أنها تخص وزير الخارجية البريطانى السابق «ريتشارد ريكارت». أثناء تجول الكاتب بالدراجة، يصادف رجلًا عجوزًا يخبره أن التيار لا يمكن أن يأخذ جثة الكاتب الراحل «مكارا» من العبارة حيث اختفى إلى الشاطئ حيث تم اكتشافه، ويكشف أيضًا عن وجود جار رأى مصابيح كاشفة على الشاطئ في الليلة التي مات فيها «ماكارا». تقول الزوجة «روث» للكاتب إن «لانج» لم يكن سياسيا وكان دائما يطلب رأيها، وتطلعه على جدال حاد حدث بين «لانج» و«ماكارا» قبل وفاته، ثم تحدث بين الكاتب و«روث» علاقة لليلة واحدة. يستخدم الكاتب سيارة «ماكارا» وهي مبرمجة للوصول لمكان محدد يتضح أنه بيت البروفيسور «ايميت» (الممثل البريطانى «توم ويلكنسون»)، ويصل الكاتب ويجد «ايميت» ينفى زيارة «ماكارا» ويراوغ ويدعى أن معرفته برئيس الوزراء هي معرفة عابرة بينما يكتشف الكاتب صور كثيرة تجمع «لانج» بالبروفيسور«ايميت» وايضا علاقة «ايميت» بالمخابرات الأمريكية. في طريق العودة تطارد الكاتب سيارة يفلح في الهروب منها. يتم اغتيال «لانج» برصاص شخص مناهض للحرب ويطلب الجميع الاستمرار في كتابة السيرة الذاتية لان الكتاب سيحقق رواجا كبيرا بعد اغتيال «لانج» بينما يحاول الامريكان الوصول لسرقة مسودة الكتاب بقلم «ماكارا» التي يكتشف الكاتب فيها سرا وهو أن المخابرات الأمريكية قامت بتجنيد «روث» بمعرفة«ايميت». وينتهى الفيلم ونحن لا نعلم مصير الكاتب.

## طاقم التمثيل
- إيوان مكريغور: الكاتب الشبح
- بيرس بروسنان: آدم لانج
- اوليفيا وليامز: روث
- كيم كاترال: اميليا بلاى
- توم ويلكنسون: بروفيسور ايميت
- روبرت بوج: ريتشارد رايكارت
- تيم بريس: روي كويجلي، المدير الإداري لأعمال راينهارت في لندن.
- ديفيد رينتول: الغريب، أب حزين فقد ابنه خلال الحرب في أفغانستان.
- ايلي والاش: الرجل العجوز في مارثا فينيارد[8]

## تلميحات غير خيالية
قال مؤلف الكتاب الذي استند إليه الفيلم «روبرت هاريس» إن الرواية مستوحاة جزئيًا من رئيس الوزراء البريطانى السابق «تونى بلير» والذي ارتبط اسمه بغزو العراق عام 2003 والحرب على الإرهاب وعلاقته بالولايات المتحدة واعتراض الشارع على سياساته والدعوة لمحاكمته للضلوع في جرائم حرب. كما ان شخصية وزير الخارجية البريطانى الاسبق في الفيلم مستوحاة من وزير الخارجية في حكومة بلير الوزير «روبن كوك».

## إنتاج الفيلم
اتفق «بولانسكى» مع الكاتب «روبرت هاريس» على فيلم يؤخذ من روايته «بومبي Pompeii» ولكن المشروع تم الغاؤه بسبب إضراب الممثلين، غير «بولانسكى» رأيه واتجه إلى كتاب «هاريس» المسمى«الشبح» قبل نزوله إلى الاسواق واشتركا في كتابة السيناريو، وبمجرد نزول الكتاب إلى الاسواق 2007 أعلن «بولانسكى» للصحافة عزمه على إخراج الفيلم عام 2008 وببطولة «نيكولاس كيدج» و«بيرس بروسنان». تأخر التصوير لأسباب كثيرة مما دعى «نيكولاس كيدج» للإعتذار. بدأ التصوير في فبراير 2009 بعيدا عن المواقع التي لايستطيع «بولانسكى» الظهور بها نظرا لملاحقة السلطات الأمريكية له لاتهامه بممارسة الجنس مع قاصر. لم يتم تصوير المناظر الخارجية كما ذكر الكتاب في جزيرة تابعة لولاية «ماساتشوستس» الأمريكية، ولكن استبدل المخرج هذه الجزيرة بجزيرة أخرى على بحر البلطيق هي جزيرة يوزدوم واكتفى المخرج بمشاهد قليلة تستلزم التصوير في شوارع الولاية الأمريكية بدون حضوره. أثناء رحلة «بولانسكى» في سبتمبر 2009 إلى «مهرجان زيورخ السينيمائى» القت قوات الشرطة السويسرية القبض عليه بناء على طلب السلطات الأمريكية بخصوص قضية تحرشه بقاصر لعام 1978، واضطر «بولانسكى» للإقامة الجبرية بفلته وإكمال أعماله من هناك، كما إنه لم يحضر افتتاح فيلمه في مهرجان برلين في 12 فبراير 2010.

## عرض الفيلم
تم عرض الفيلم لأول مرة في 12 فبراير 2010 في «مهرجان برلين السينمائي الدولي» الستين، وخلال الأسابيع الأربعة التالية تم عرضة على نطاق واسع في معظم دول أوروبا، ثم عرض في الولايات المتحدة 19 مارس 2010، وفي النهاية دخل دور العرض البريطانية 16 إبريل 2010.

## استقبال الفيلم والنقد
كانت التعليقات معظمها إيجابية وأفاد موقع «الطماطم الفاسدة» أن 84% من النقاد كتبوا تعليقات إيجابية وذلك بناء على 196 تعليق بمتوسط تقييم (7.4 / 10) وكان ملخص ما قيل أنه بالرغم من أن الفيلم يفتقر إلى اللطمة المفاجأة والتي تعود مشاهد أفلام «بولانسكى» عليها، إلا أن الفيلم أفاد كثيرا من الإتجاه الأنيق، والسيناريو المتأجج، والأداء المركزى القوى للممثل «إيوان مكريغور». منح موقع «ميتاكريتك» على الإنترنت والمتخصص في تجميع آراء النقاد درجة 77% بناء على 33 تعليق. الناقد السينيمائى «أندرو ساريس» (توفى يونية 2012) كتب أن الفيلم يشكل معجزة المرونة النفسية والفنية، وكتب الناقد «روجر إيبرت» (توفى أبريل 2013) أن الفيلم هو عمل رجل يعرف كيف يخرج لنا فيلما للإثارة. الصحفى والمدون «وليام برادلى» كتب في صحيفة «الهافنجتون بوست» نقدا عن الأبعاد الفنية والسياسية للفيلم فقال ان الفيلم هو من أفضل ما شاهد في السنوات الأخيرة. كتبت الصحيفة اليومية البريطانية «الجارديان» أن الفيلم من أمتع أفلام «بولانسكى»، ومنح الناقد «ثيون ويبر» في المجلة اليومية «لاس» التي تصدر على الإنترنت درجة (6.8/10) وكتب أن الفيلم يعبر عن وأقع الولايات المتحدة وبريطانيا من القلق والتوتر الذي تسببه السلطات للمسافرين وغيرهم من الناس ولا تترك لهم مجال للإسترخاء. هاجم الفيلم الكاتب «جون رينتول» من صحيفة «الانديبندانت» البريطانية اليومية على الإنترنت، وكتب إنه من المعجبين برئيس الوزراء السابق «تونى بلير»، كما كتب «جون روزنثال» من التجمع الاعلامى «البيجاما» المحافظ كلمات مشابهة من ناحية أن الفيلم تموله الحكومة الألمانية وأن المخرج رجل دعاية ويكره «بلير». بالرغم من كل النقد لهذا الفلم، لكن لم يوضح النقاد أن شركة إنتاج الفيلم الألمانية «الفت بابلسبيرج» تلقت 3.5 مليون يورو من الحكومة الألمانية وهذا ما يمكن لأى شركة إنتاج سينيمائى في ألمانيا أن تحصل عليه ولا تكون ملزمه برد هذا المبلغ! ولهذا السبب تم إنتاج أفلام عديدة ناطقة بالإنجليزية في السنوات السابقة مثل: «سيادة بورن The Bourne Supremacy» و«إنذار بورن The Bourne Ultimatum» و«إيون فلوكس» و«فالكيرى Valkyrie» و«عازف البيانو The Pianist» و«فندق بودابست العظيم The Grand Budapest Hotel» و«البستاني المخلص The Constant Gardener» و«غير معلوم» و«أوغاد مجهولون» و«أنونيموس». وصف الصحفى «كيث أوليتش» من مجلة «تايم أوت نيويورك» أن فيلم «الكاتب الشبح» هو أفضل ثانى فيلم شاهده في عام 2010 واصفا اياه بأنه ما يفترض أن يكون عليه فيلم الإثارة الذي يتم تنفيذه بخبرة.

## الجوائز
حصل فيلم «الكاتب الشبح» على قائمة طويلة من الجوائز والترشيحات وأغلبها للمخرج «رومان بولانسكى» وبطل الفيلم «إيوان مكريغور» والممثلة«أوليفيا ويليامز» في دور الزوجة «روث».

## وصلات خارجية
- مقالات تستعمل روابط فنية بلا صلة مع ويكي بيانات